# 阿根廷—澳大利亞關係
阿根廷－澳大利亚关系是指阿根廷与澳大利亚之间的双边关系。两国都是凯恩斯集团、东亚－拉丁美洲合作论坛、二十國集團和世界贸易组织的成员。

## 历史
阿根廷和澳大利亚在第二次世界大战后不久建立了外交关系。1959年12月，两国原则上同意开设常驻外交辦事處。1962年，阿根廷在悉尼开设外交辦事處，並於1963年将其升格为大使館，并将其迁往堪培拉。首任澳大利亞大使在1964年於阿根廷首都布宜諾斯艾利斯代澳洲政府遞交國書。
在阿根廷和英国進行马岛战争期间（1982年4月至6月），澳大利亚站在英国一边，对阿根廷实施制裁并拒绝从阿根廷进口所有产品，但战后阿根廷和澳大利亚的关系慢慢恢复正常。1986年7月，劳尔·阿方辛总统成为第一位访问澳大利亚的阿根廷国家元首。十多年后的1998年3月，卡洛斯·梅内姆总统也对澳大利亚进行了国事访问。2018年二十國集團布宜諾斯艾利斯峰會期间，斯科特·莫里森是首位访问阿根廷的澳大利亚总理。 

## 高层互访

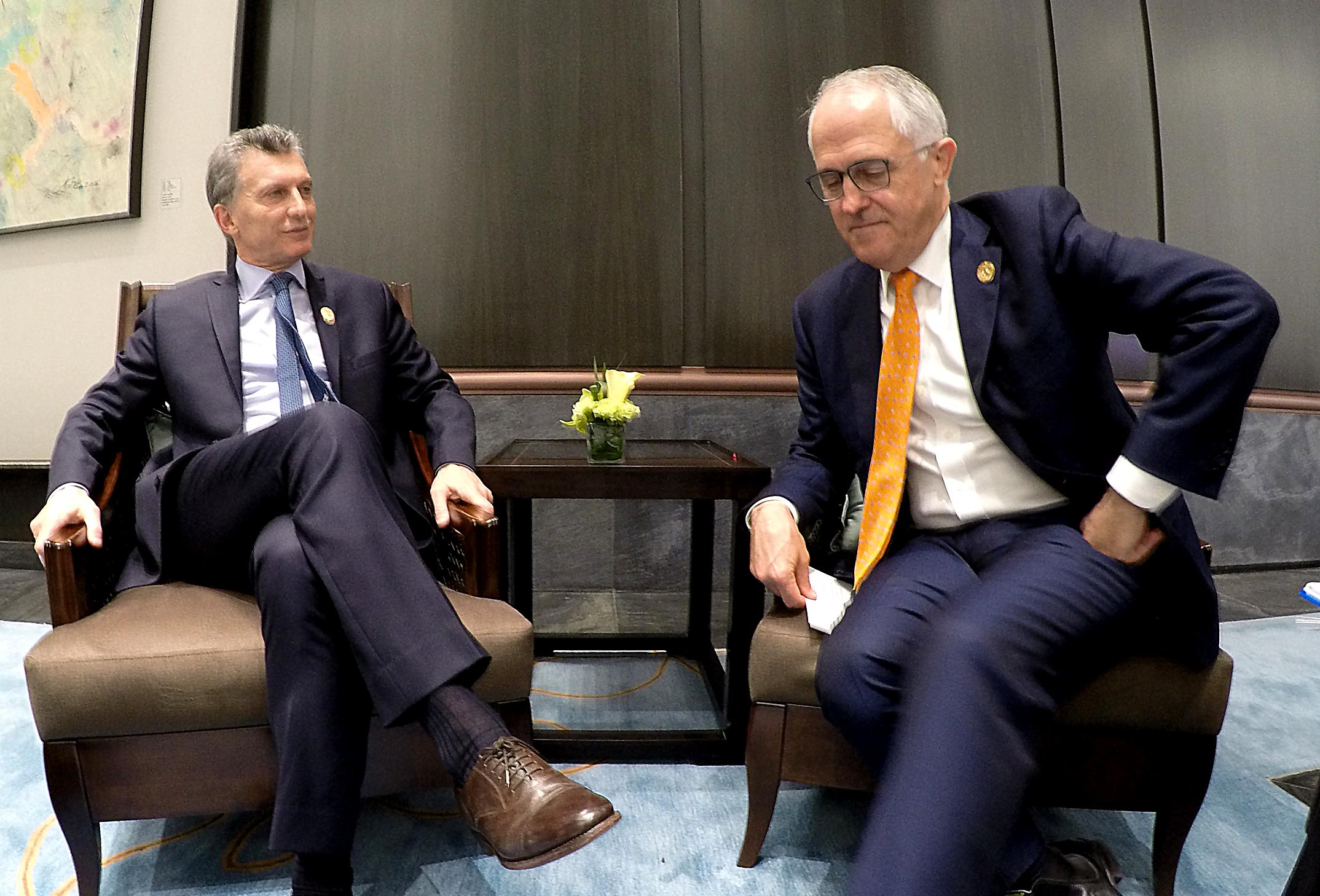
2016年9月，阿根廷总统毛里西奧·馬克里在中国杭州二十國集團峰會期间会晤澳大利亚总理麦肯·腾博

阿根廷对澳大利亚高层访问
- 劳尔·阿方辛总统（1986）
- 卡洛斯·梅内姆总统（1998）
- 副总统加布里埃拉·米凯蒂（2017）

澳大利亚对阿根廷高层访问
- 总督彼得·科斯格罗夫（2016）
- 斯科特·莫里森总理（2018）

## 双边协议
两国签署了多项双边协议，例如引渡条约（1990年）、刑事事项互助协定（1993年）、投资保护协定（1997年）、矿产贸易和投资协定（1998年）、避免双重征税协定（2000年）、科学技术协定（2003年）、航空服务协定（2005年）、工作和假期签证协议（2011年）、和平利用核能合作协议（2005年）和教育、培训和研究谅解备忘录协议（2017年）。

## 旅游
2016年，52996名澳大利亚公民赴阿根廷旅游。在同一时期，有18,775名阿根廷公民拜訪了澳大利亚。

## 贸易
2016年，阿根廷和澳大利亚之间的贸易总额为10.76亿澳元。阿根廷对澳大利亚的主要出口包括：动物饲料、车辆、油籽、含油水果和固定植物油和脂肪。而澳大利亚对阿根廷主要出口的产品包括：煤炭、粗植物材料、铁路车辆和皮革。 已超过 50 家澳大利亚公司在阿根廷开展业务。自2016年以来，澳大利亚公司在阿根廷投资了大约 10 亿澳元。

## 常驻外交使团
- 阿根廷在堪培拉设有大使馆，在悉尼设有总领事馆。[6]
- 澳大利亚在布宜诺斯艾利斯设有大使馆。[7]

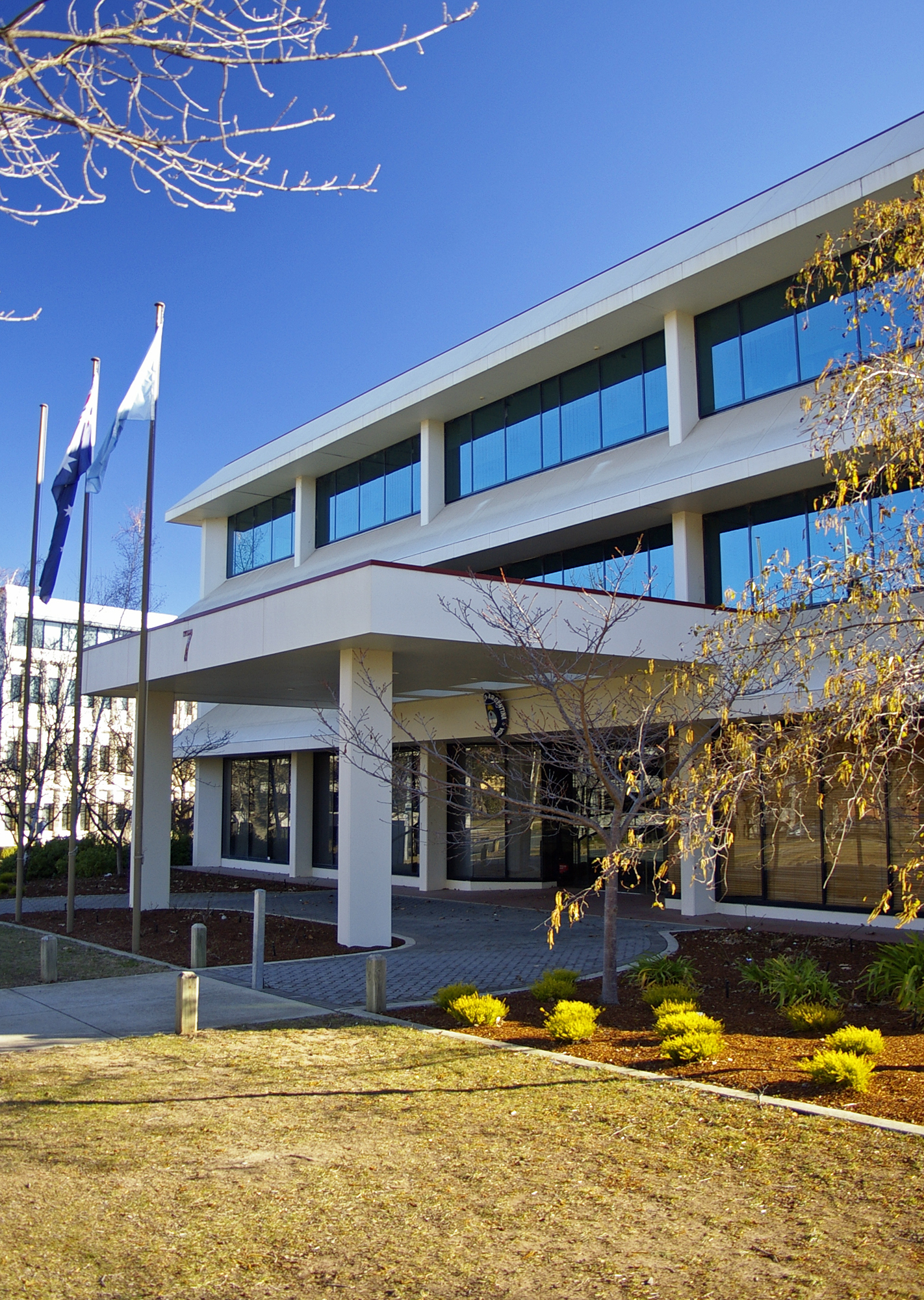
阿根廷在堪培拉的大使馆
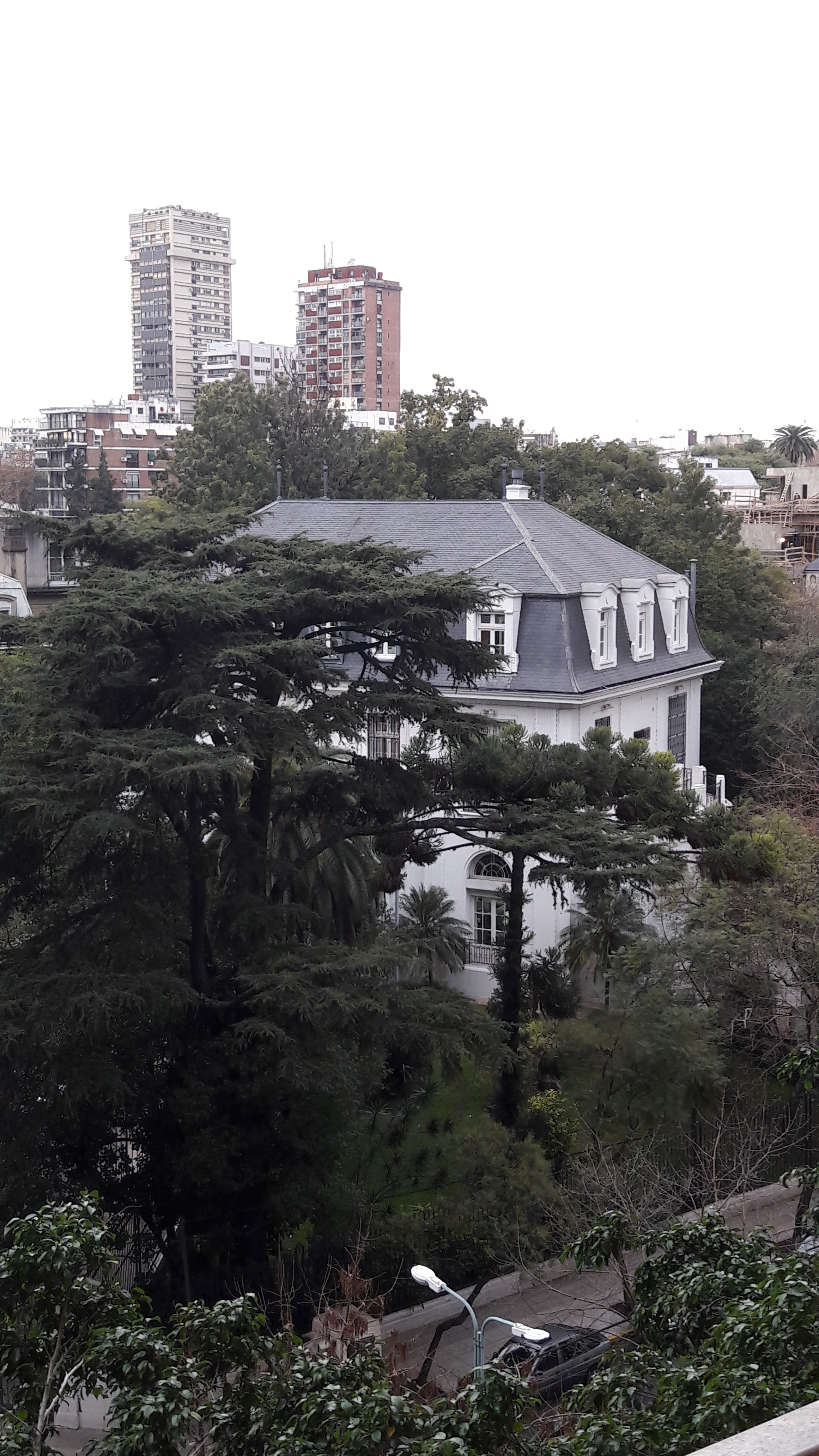
澳大利亚在布宜诺斯艾利斯（市）的大使馆